# Riley Keough
Danielle Riley Keough (Santa Mónica, California, 29 de mayo de 1989) es una actriz y productora de cine estadounidense.
Hizo su debut cinematográfico en un papel secundario en la película biográfica musical The Runaways (2010), interpretando a Marie Currie. Posteriormente, Keough protagonizó el thriller independiente The Good Doctor (2011), antes de ser elegida para un papel menor en la película de comedia Magic Mike (2012) de Steven Soderbergh. Su primer largometraje de gran presupuesto fue la película de acción Mad Max: Fury Road (2015) donde interpretó a Capable. En 2016, Keough tuvo su papel decisivo como acompañante en la primera temporada de la serie de antología The Girlfriend Experience, obteniendo una nominación al Globo de Oro a la Mejor Actriz. Su interpretación de una joven descarriada en el drama American Honey (2016) le valió más elogios, incluida una nominación al premio Independent Spirit a la mejor actriz de reparto. Luego protagonizó la película de terror It Comes at Night (2017), la película de atracos Logan Lucky (2017) y tuvo más apariciones en películas de terror en The House That Jack Built (2018) y The Lodge (2017). Después de un papel principal en la comedia dramática Zola (2024), Keough protagonizó la serie de suspenso de Prime Video The Terminal List (2024) y la miniserie dramática Daisy Jones & the Six (2023). Esta última le valió nominaciones para otro Globo de Oro y un premio Primetime Emmy.
Keough es cofundadora de la productora cinematográfica Felix Culpa. Ha codirigido el drama War Pony (2022), que ganó la Cámara de Oro. 
Como nieta de Elvis Presley, se convirtió en la única propietaria de su propiedad Graceland, tras la muerte de su madre, Lisa Marie Presley, en 2023.

## Biografía
Keough nació el 29 de mayo de 1989 en el Centro de Salud Providence Saint John's en Santa Mónica, California.  Es la hija mayor de la cantautora Lisa Marie Presley (1968-2023) y el músico Danny Keough, y la nieta mayor de Elvis Presley y la actriz y empresaria Priscilla Presley. El padre de Keough conoció a su madre en el Church of Scientology Celebrity Centre y luego tocó el bajo en la banda de Presley.  Tenía un hermano, Benjamin Storm Keough (1992-2020),  y tiene dos medias hermanas del cuarto matrimonio de su madre con Michael Lockwood. Según Keough, la ascendencia de su padre es irlandesa y en su mayoría judía sefardí y judía asquenazí,mientras que su abuelo materno, Elvis Presley, era de Creek, Cherokee, de ascendencia escocesa-irlandesa y normanda. Su abuela materna, Priscilla, es en parte de ascendencia noruega. La abuela paterna de Keough, Janet Hollander, cofundó la Delphian School y fue su decana de 1995 a 2011.

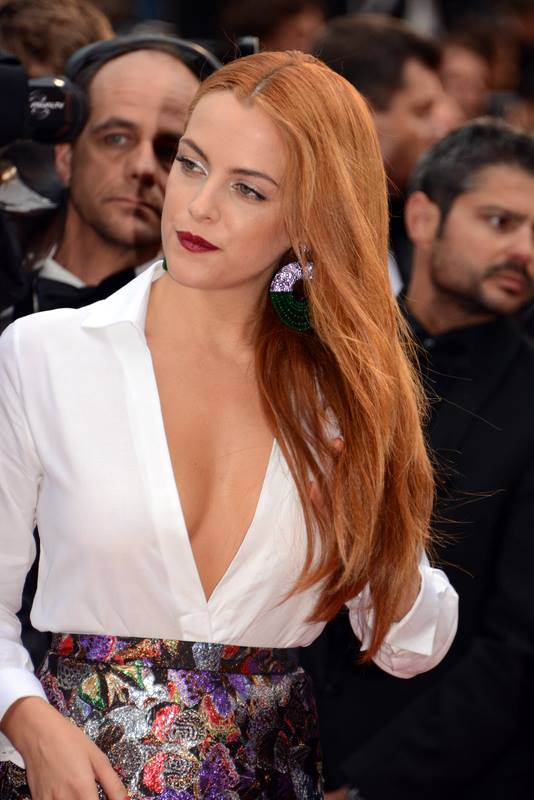
Keough durante el Cannes Film Festival de 2014.

Cuando Keough tenía cinco años, sus padres se divorciaron y su madre estuvo brevemente casada con Michael Jackson de 1994 a 1996. Sobre su educación, Keough dijo que "crecí de manera muy privilegiada con mi madre, pero mi padre no". "No vivo así. Y creo que experimentar ambos lados ha sido útil. Mi padre tenía colchones en el piso de sus apartamentos. Vivía en cabañas y parques de casas rodantes. Simplemente no tenía mucho dinero... En realidad, mis recuerdos de crecer con él fue muy colorido, excéntrico y divertido. Era una buena sensación, ¿sabes? Cuando tenía ocho años le dije: '¡Quiero crecer y ser pobre como tú!' Estaba comiendo un plato de cereales. ¡No me di cuenta de lo tremendamente ofensivo que era!". Keough fue criada principalmente por su padre en Hawái y Los Ángeles, aunque a veces vivía en la casa de su madre en Los Ángeles, así como en la mansión Graceland en Memphis, Tennessee, que su madre heredó de su abuelo Elvis. Ahora es la única guardiana del patrimonio y preside los subfideicomisos de sus hermanos, cada uno de los cuales hereda un tercio del patrimonio de su madre, incluidos Graceland y el patrimonio de Elvis.
En 2002, cuando Keough tenía 13 años, su madre se casó con el actor Nicolas Cage, aunque este matrimonio también duró poco y terminó dos años después en divorcio. Durante un tiempo, Keough asistió a una escuela pública en el Valle de San Fernando, pero finalmente fue educada en casa debido a que tenía que viajar con frecuencia entre las casas de sus padres.
Su carrera como modelo comienza en el 2004, tras abrir la colección Otoño/Invierno 2004 de Dolce & Gabbanay luego para la colección Primavera/Verano 2005 Prêt-à-porter de Dior tras abrir una de las secciones del desfile. Años después, en 2015, desfila para el último desfile de Alexander Wang para Balenciaga, la colección Primavera/Verano 2016.
En febrero de 2015, Keough se casó con el especialista australiano Ben Smith-Petersen en Napa, California,  habiendo anunciado su compromiso el año anterior. La pareja se había conocido durante el rodaje de Mad Max: Fury Road. Su hija Tupelo Storm nació en agosto de 2022 mediante vientre de alquiler (maternidad subrogada).

## Filmografía

### Películas
| Año  | Título                    | Rol                 | Notas                                 | Ref.   |
| ---- | ------------------------- | ------------------- | ------------------------------------- | ------ |
| 2010 | The Runaways              | Marie Currie        |                                       | [ 21 ] |
| 2011 | The Good Doctor           | Diane Nixon         |                                       | [ 22 ] |
| 2011 | Jack & Diane              | Jack                |                                       | [ 23 ] |
| 2012 | Magic Mike                | Nora                |                                       | [ 24 ] |
| 2012 | Yellow                    | Young Amanda        |                                       | [ 25 ] |
| 2012 | Kiss of the Damned        | Anne                |                                       | [ 26 ] |
| 2015 | Mad Max: Fury Road        | Capable             |                                       | [ 27 ] |
| 2015 | Dixieland                 | Rachel              |                                       | [ 11 ] |
| 2016 | Lovesong                  | Sarah               |                                       | [ 28 ] |
| 2016 | American Honey            | Krystal             |                                       | [ 29 ] |
| 2017 | The Discovery             | Lacey               |                                       | [ 30 ] |
| 2017 | We Don't Belong Here      | Elisa Green         |                                       | [ 31 ] |
| 2017 | It Comes at Night         | Kim                 |                                       | [ 27 ] |
| 2017 | Logan Lucky               | Mellie Logan        |                                       | [ 32 ] |
| 2018 | Welcome the Stranger      | Misty               | También productora                    | [ 33 ] |
| 2018 | The House That Jack Built | Jacqueline "Simple" |                                       | [ 34 ] |
| 2018 | Under the Silver Lake     | Sarah               |                                       | [ 35 ] |
| 2018 | Hold the Dark             | Medora Sloane       |                                       | [ 36 ] |
| 2019 | The Lodge                 | Grace Marshall      |                                       | [ 37 ] |
| 2019 | Earthquake Bird           | Lily Bridges        |                                       | [ 38 ] |
| 2020 | Zola                      | Stefani             |                                       | [ 39 ] |
| 2020 | The Devil All the Time    | Sandy Henderson     |                                       | [ 40 ] |
| 2021 | The Guilty                | Emily Lighton (voz) |                                       | [ 41 ] |
| 2022 | War Pony                  | N/A                 | Codirectora, coescritora y productora | [ 42 ] |
| 2024 | Sasquatch Sunset          | Sasquatch hembra    | También productora ejecutiva          | [ 43 ] |

### Televisión
| Año  | Título                    | Rol             | Notas                                           | Ref.   |
| ---- | ------------------------- | --------------- | ----------------------------------------------- | ------ |
| 2016 | The Girlfriend Experience | Christine Reade | Rol principal (temporada 1)                     | [ 44 ] |
| 2018 | Riverdale                 | Laurie Lake     | Episodio: "Chapter Forty-Two: The Man in Black" | [ 44 ] |
| 2018 | Paterno                   | Sara Ganim      | Película para televisión                        | [ 44 ] |
| 2021 | Calls                     | Rose (voz)      | Episodio: "The Beginning"                       | [ 45 ] |
| 2022 | The Terminal List         | Lauren Reece    | Rol principal                                   | [ 46 ] |
| 2023 | Daisy Jones & The Six     | Daisy Jones     | Rol principal                                   | [ 47 ] |
| TBA  | Under the Bridge          | Rebecca Godfrey | También productora ejecutiva                    | [ 48 ] |

### Videoclips
| Año  | Título              | Artista           | Rol   | Ref.   |
| ---- | ------------------- | ----------------- | ----- | ------ |
| 2013 | " TKO "             | Justin Timberlake | Novia | [ 49 ] |
| 2022 | " Hexie Mountains " | Orville Peck      |       | [ 50 ] |

## Reconocimientos
| Año  | Trabajo nominado          | Asociación                             | Categoría                                                                              | Resultado | Ref.          |
| ---- | ------------------------- | -------------------------------------- | -------------------------------------------------------------------------------------- | --------- | ------------- |
| 2012 | The Good Doctor           | Festival de Cine de Milán              | Mejor actriz de soporte                                                                | Nominada  | [ 51 ]        |
| 2017 | The Girlfriend Experience | Premios Globo de Oro                   | Mejor Actriz - Miniserie o Película para Televisión                                    | Nominada  | [ 52 ]        |
| 2017 | The Girlfriend Experience | Gracie Awards                          | Actriz en un papel principal: realizada para película para televisión o serie limitada | Ganadora  | [ 53 ]        |
| 2017 | American Honey            | Premios Independent Spirit             | Mejor actriz de reparto                                                                | Nominada  | [ 54 ]        |
| 2017 | American Honey            | Círculo de Críticos de Cine de Londres | Actriz de reparto del año                                                              | Nominada  | [ 55 ]        |
| 2017 | American Honey            | Village Voice Film Poll                | Mejor actriz de soporte                                                                | Nominada  |               |
| 2021 | Zola                      | Chicago Film Critics Association       | Mejor actriz de soporte                                                                | Nominada  | [ 56 ]        |
| 2022 | War Pony                  | Festival de Cannes                     | Premio Un Certain Regard                                                               | Nominada  | [ 57 ]        |
| 2022 | War Pony                  | Festival de Cannes                     | Caméra d'or                                                                            | Ganadora  | [ 58 ]        |
| 2023 | Daisy Jones & The Six     | MTV Movie & TV Awards                  | Mejor actuación en un espectáculo                                                      | Nominada  | [ 59 ]        |
| 2023 | Daisy Jones & The Six     | MTV Movie & TV Awards                  | Mejor beso (con Sam Claflin)                                                           | Nominada  | [ 59 ]        |
| 2023 | Daisy Jones & The Six     | Premios Primetime Emmy                 | Mejor actriz principal en una serie o película limitada o de antología                 | Nominada  | [ 60 ] [ 61 ] |
| 2024 | Daisy Jones & The Six     | Premios Globo de Oro                   | Mejor Actriz - Miniserie o Película para Televisión                                    | Nominada  | [ 62 ]        |